# Chlamydoselachus anguineus
El tiburón anguila, tiburón de gorguera o clámide (Chlamydoselachus anguineus) es una de las dos especies existentes de tiburones en la familia Chlamydoselachidae, con una distribución amplia pero irregular en los océanos Atlántico y Pacífico. Esta especie poco común se encuentra en la plataforma continental exterior y la parte superior del talud continental, por lo general cerca del fondo, aunque hay evidencias de movimientos hacia menores profundidades. Se ha capturado a una profundidad de 1.570 m (5.150 pies), mientras que en la bahía de Suruga, Japón, es más común en las profundidades de 50-200 m (160-660 pies).
Dado que exhibe varias características primitivas, el tiburón anguila ha sido a menudo llamado un "fósil viviente". Alcanza una longitud de 1,7 a 2 metros y tiene un color marrón oscuro, el cuerpo parecido a una anguila con las aletas dorsales, pélvicas y anal colocadas muy atrás. Su nombre común proviene de la aparición de volantes o flecos de las hendiduras branquiales, de los cuales hay seis pares en la reunión del primer par a través de la garganta. 
Rara vez observado, el tiburón anguila captura sus presas doblando su cuerpo y lanzándose hacia adelante como una serpiente. Las mandíbulas largas, extremadamente flexibles, pueden tragar grandes presas, mientras que el número de filas de pequeños dientes como agujas evitan la fuga. Se alimenta principalmente de cefalópodos, al tiempo que consumen peces óseos y otros tiburones. 
Esta especie es ovovivípara: los embriones salen de sus cápsulas de huevos dentro del útero de la madre, y se mantienen largo plazo principalmente por la yema de huevo. El período de gestación puede ser de hasta tres años y medio, el más largo de cualquier vertebrado. Nacen entre 2 y 15 crías, sin épocas de reproducción específicas. Ocasionalmente son capturados por pesqueros comerciales, pero tienen poco valor económico.
La Unión Internacional para la Conservación de la Naturaleza (UICN) lo considera casi amenazada, ya que dada su tasa de reproducción muy baja, incluso las capturas accidentales pueden agotar su población. Este tiburón o un supuesto pariente gigante, han sido sugeridos como una fuente para los informes de dragones marinos.